# Hofstetten-Grünau
Hofstetten-Grünau là một thị xã thuộc huyện St. Pölten-Land trong bang Niederösterreich.